# Giardino Berthe Morisot

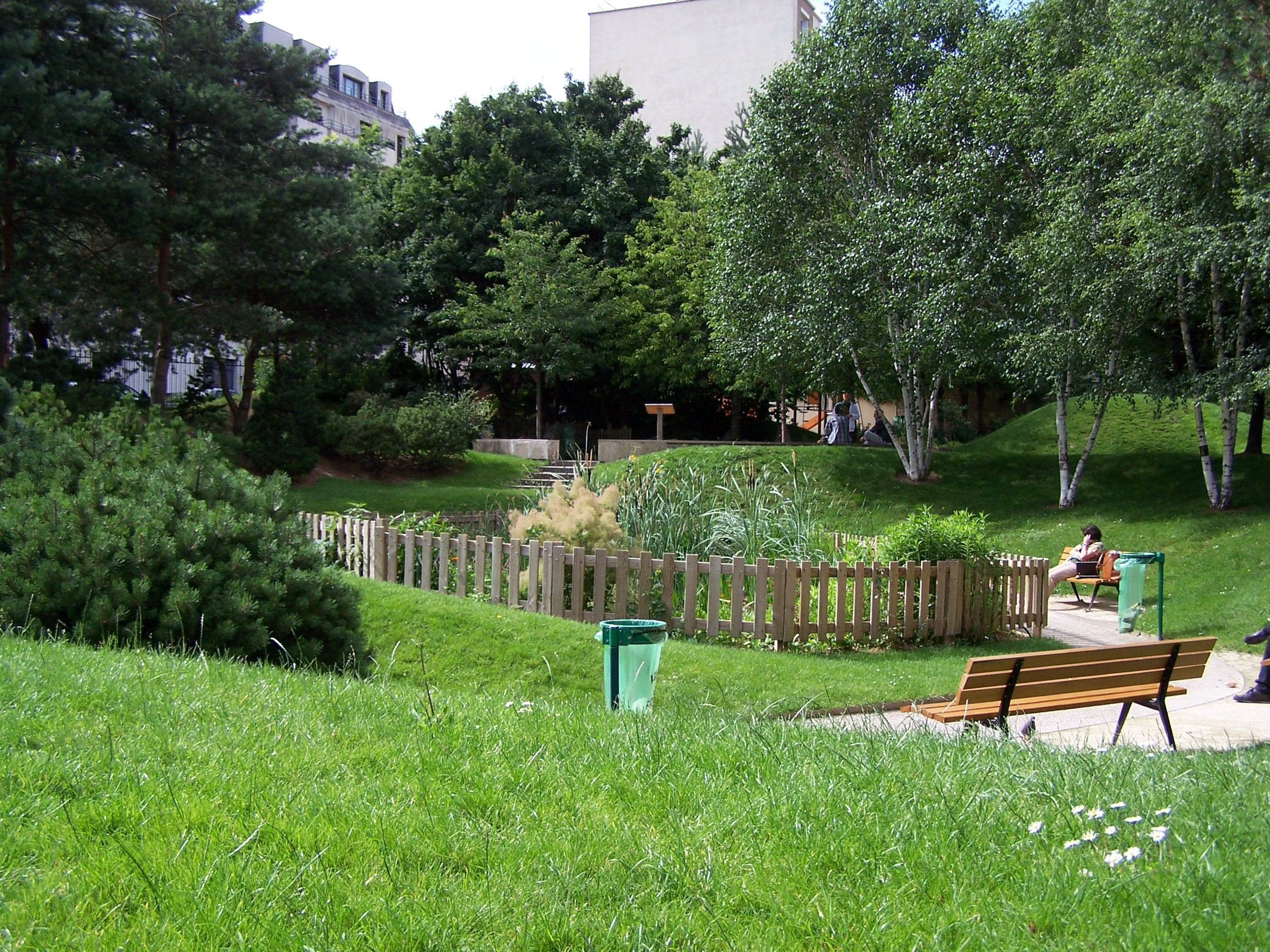
Veduta del giardino Berthe Morisot.

Il giardino Berthe Morisot è un giardino di Parigi nel XIII arrondissement, quartiere della Gare.
Creato nel 1999, prende il nome dalla pittrice ottocentesca Berthe Marie Pauline Morisot (in precedenza era chiamato giardino Oudiné - Dessous-des-Berges), fondatrice dell'impressionismo francese.
Vi si accede dal n. 34 della rue du Dessous-des-Berges.
È servito dalla linea n. 14 della Metropolitana di Parigi attraverso la stazione  Bibliothèque François-Mitterrand.